# Príncipe Pío metróállomás
Príncipe Pío, korábbi nevén Estación del Norte metróállomás Spanyolország fővárosában, Madridban a madridi metró 6-os és 10-es vonalán, továbbá része a Cercanías Madrid elővárosi vasúthálózatnak is.

## Metróvonalak
Az állomást az alábbi metróvonalak érintik:
- 6-os metróvonal
- 10-es metróvonal
- Ramal

## Kapcsolódó állomások
A metróállomáshoz az alábbi állomások vannak a legközelebb:
- Lago (Puerta del Sur, 10-es metróvonal)
- Plaza de España (Hospital Infanta Sofía, 10-es metróvonal)
- Ópera (Ópera, Ramal)
- Argüelles (Laguna, 6-os metróvonal, külső hurok)
- Puerta del Ángel (Laguna, 6-os metróvonal, belső hurok)

## Képgaléria

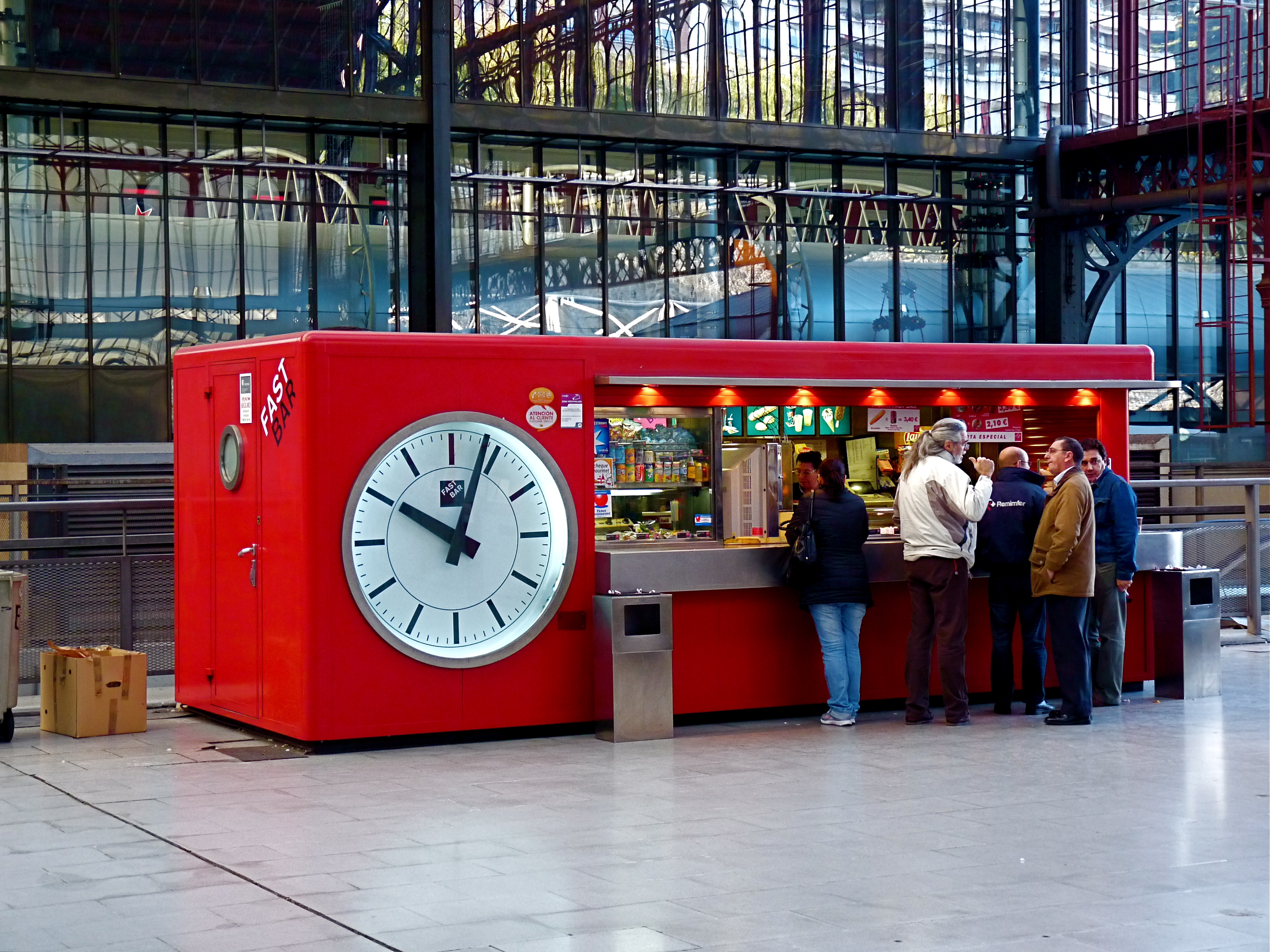
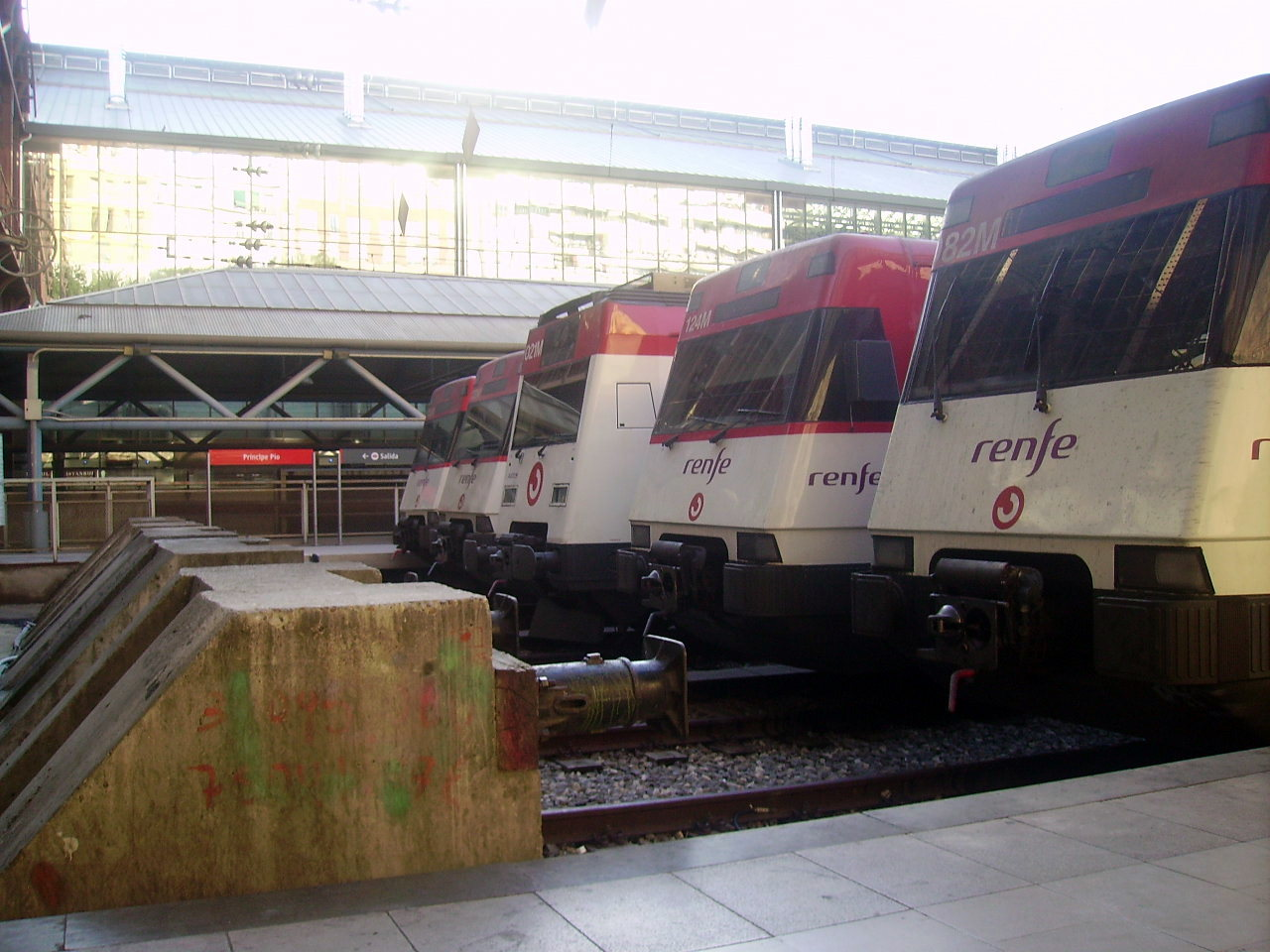
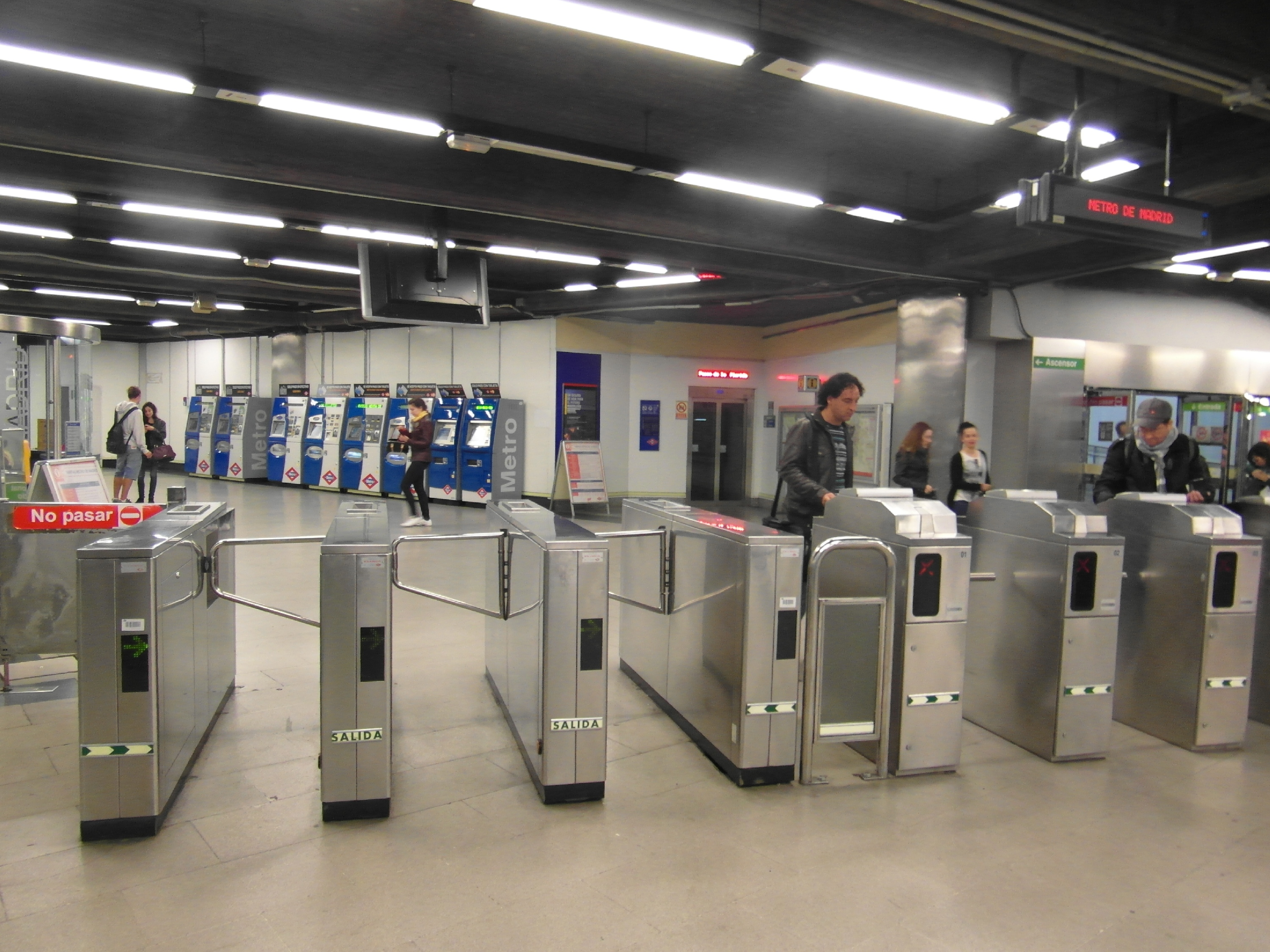
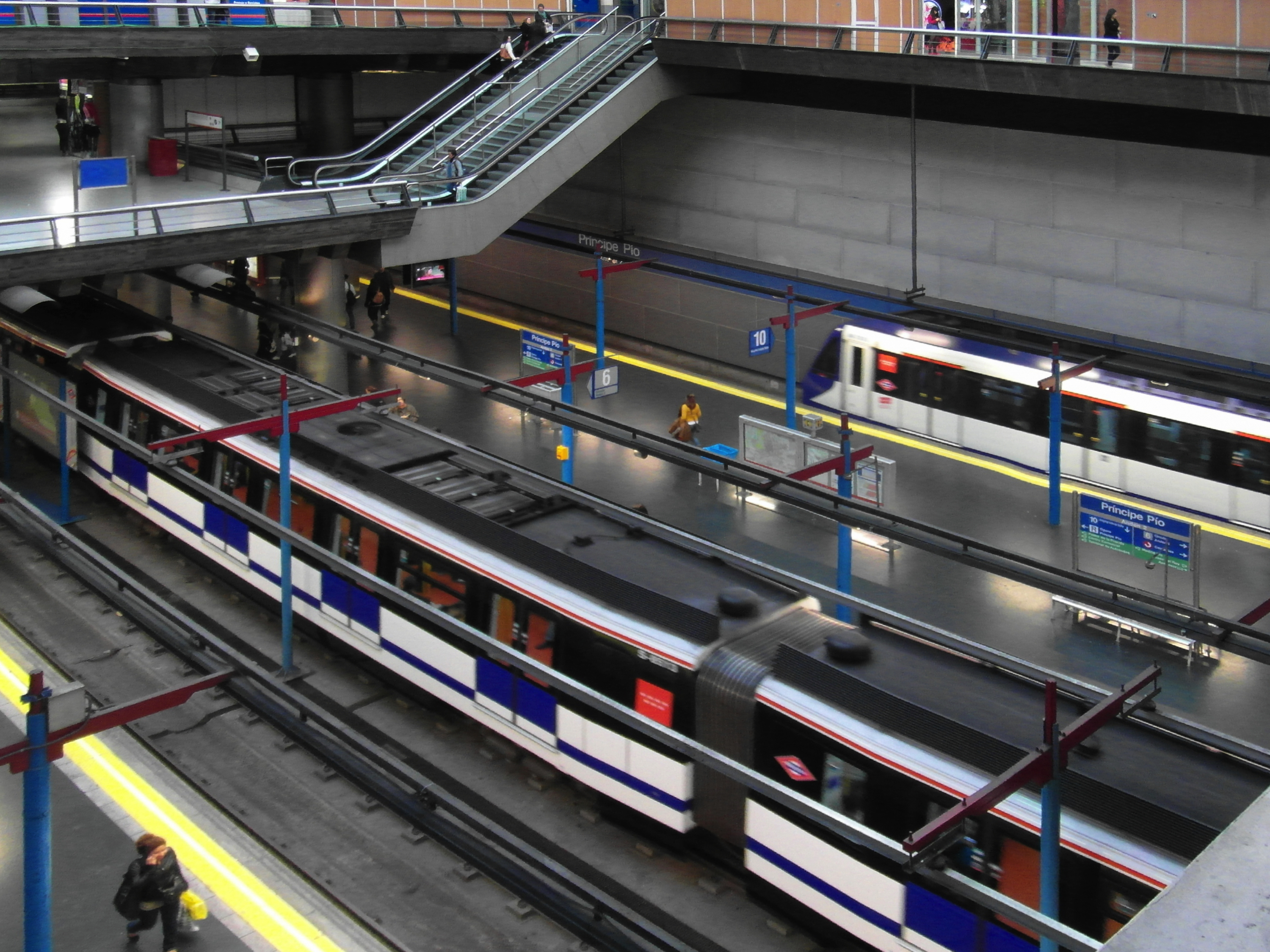
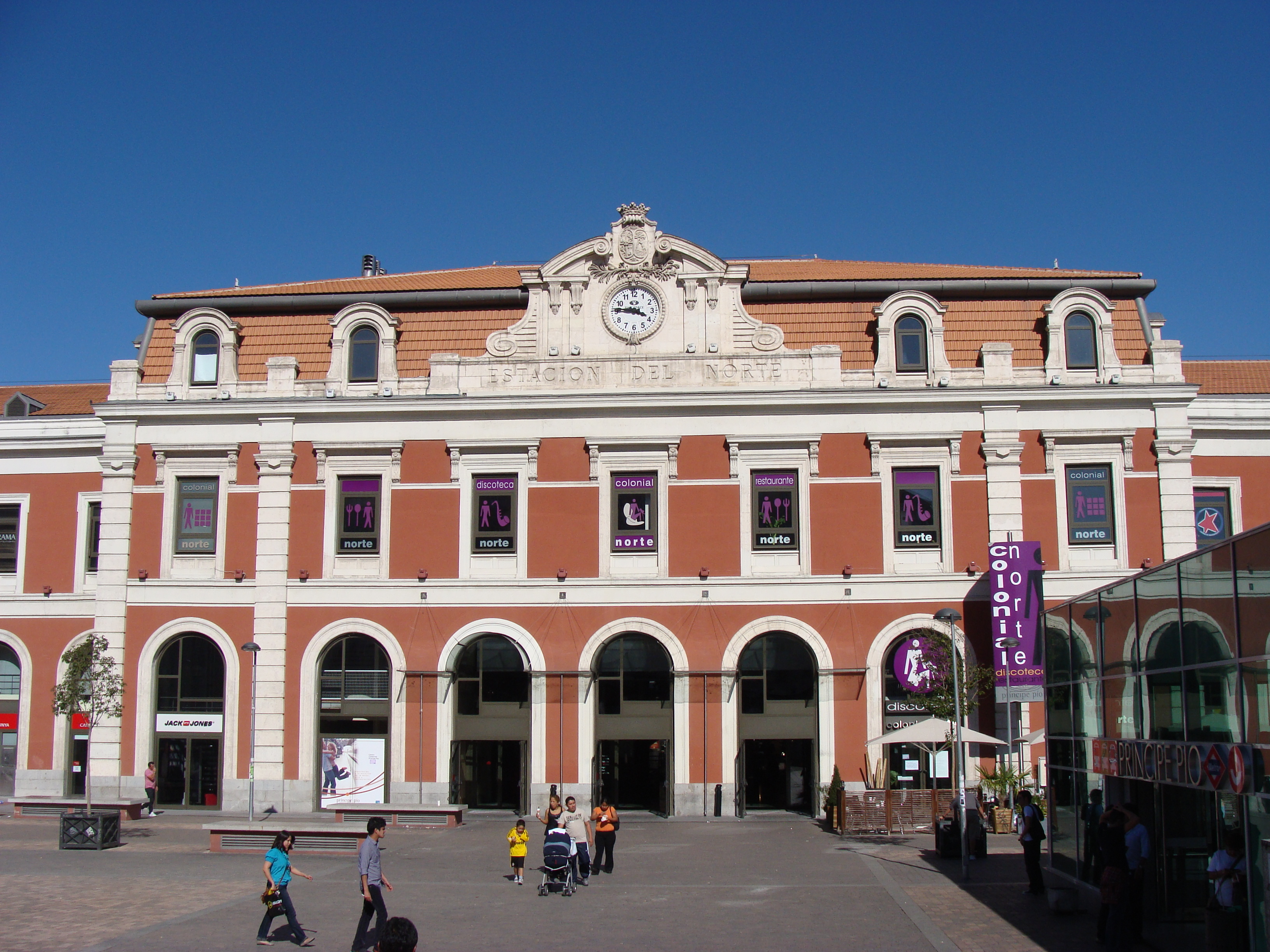
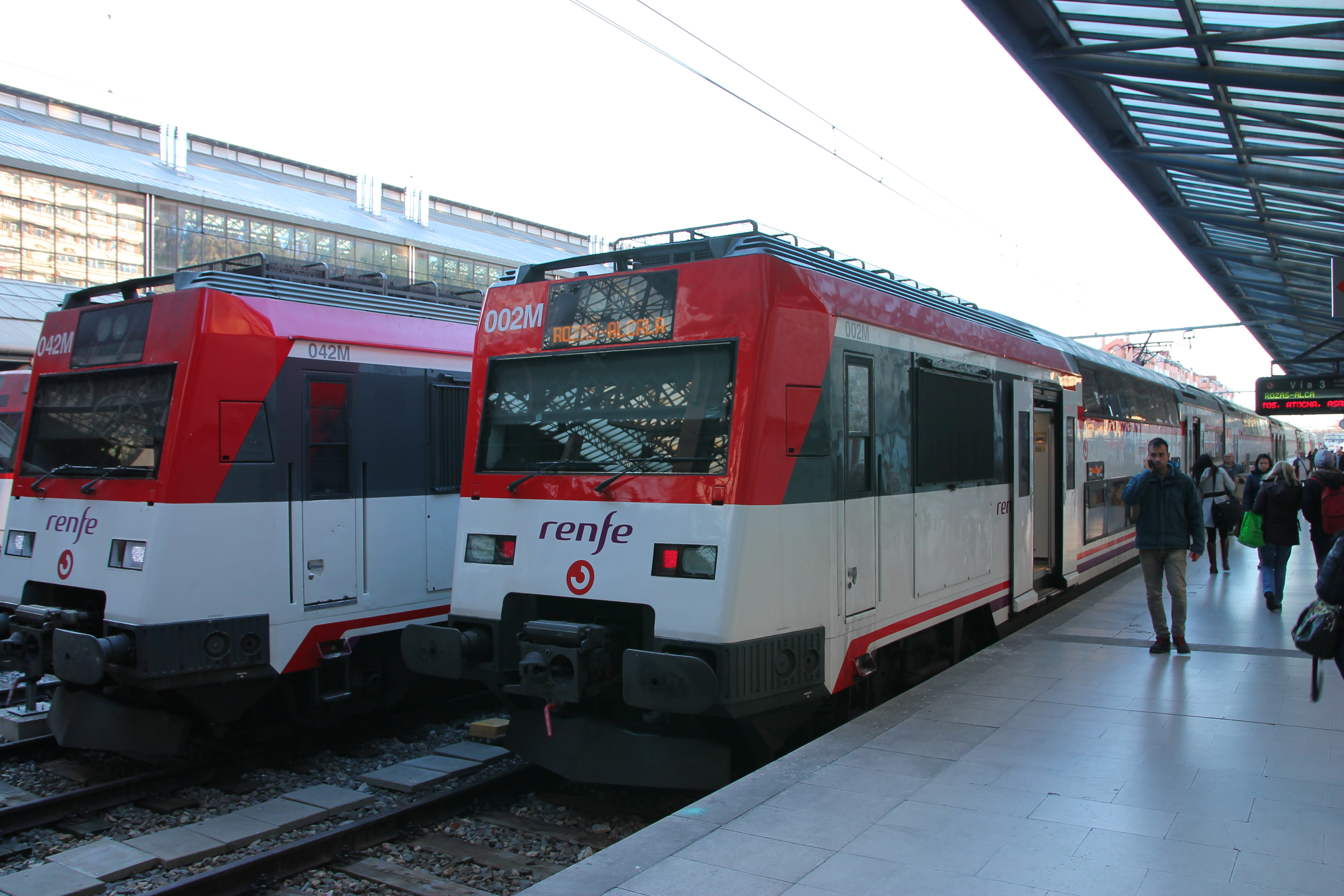
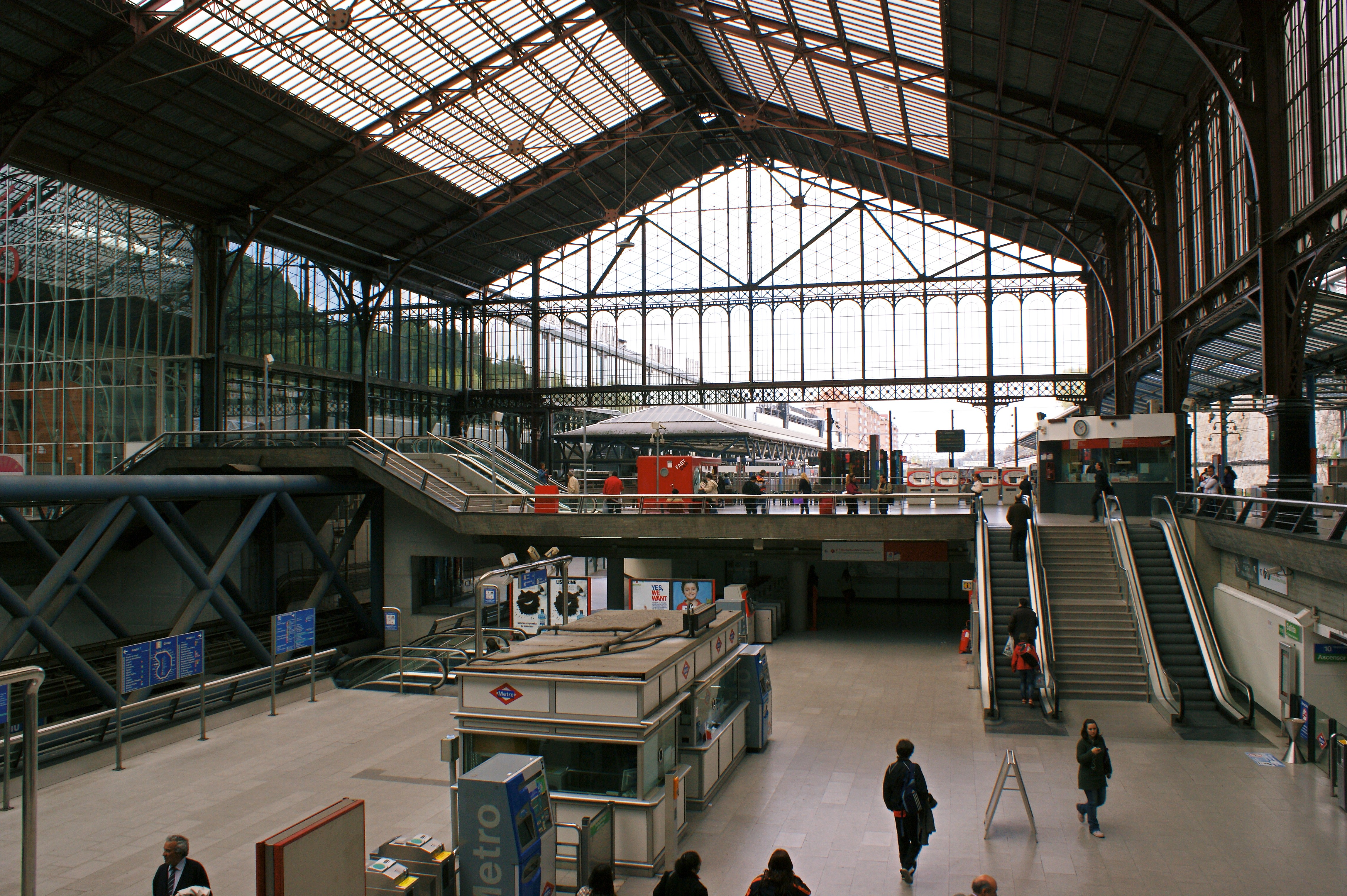